# Municipio de Marsh (Dakota del Norte)
El municipio de Marsh (en inglés: Marsh Township) es un municipio ubicado en el condado de Barnes en el estado estadounidense de Dakota del Norte. En el año 2010 tenía una población de 283 habitantes y una densidad poblacional de 3,04 personas por km².

## Geografía
El municipio de Marsh se encuentra ubicado en las coordenadas 46°50′53″N 97°59′49″O / 46.84806, -97.99694. Según la Oficina del Censo de los Estados Unidos, el municipio tiene una superficie total de 93.15 km², de la cual 93 km² corresponden a tierra firme y (0,15 %) 0,14 km² es agua.

## Demografía
Según el censo de 2010, había 283 personas residiendo en el municipio de Marsh. La densidad de población era de 3,04 hab./km². De los 283 habitantes, el municipio de Marsh estaba compuesto por el 98,59 % blancos, el 0,35 % eran amerindios y el 1,06 % eran de una mezcla de razas. Del total de la población el 0 % eran hispanos o latinos de cualquier raza.